# Chamaeleo zeylanicus
Caméléon de Ceylan
Espèce
Synonymes
- Chamaeleo zebra Bory De St. Vincent, 1823
- Chamaeleo coromandelicus Fitzinger, 1843
- Chamaeleo vulgaris var. marmoratus Gray, 1865
- Chamaeleo chamaeleon zeylanicus Laurenti, 1768

Statut de conservation UICN

 LC  : Préoccupation mineure
Statut CITES
Chamaeleo zeylanicus, le Caméléon de Ceylan est une espèce de sauriens de la famille des Chamaeleonidae.

## Répartition
Cette espèce se rencontre au Sri Lanka, en Inde et au Pakistan.

## Description

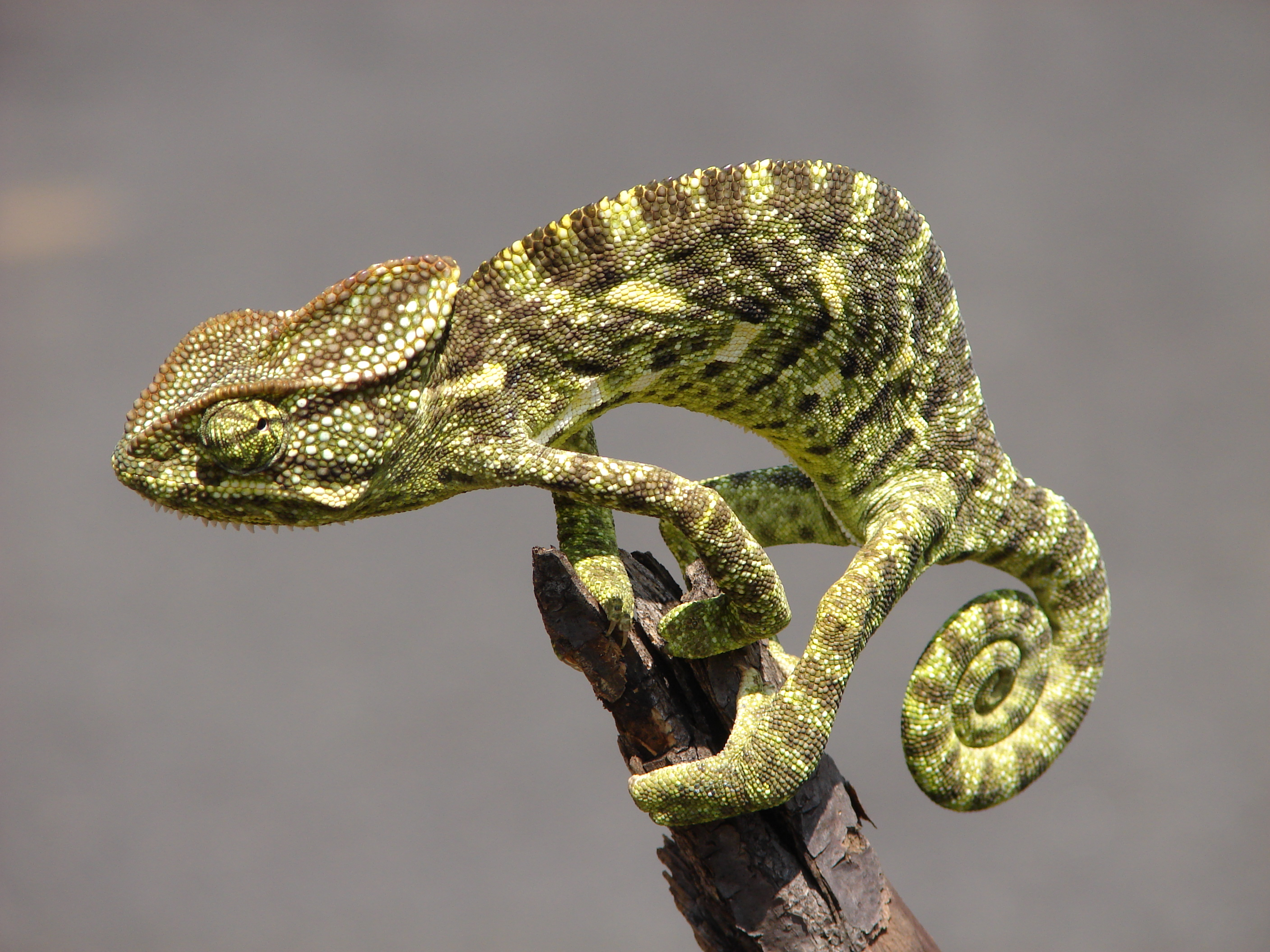
Chamaeleo zeylanicus.

## Publication originale
- Laurenti, 1768 : Specimen medicum, exhibens synopsin reptilium emendatam cum experimentis circa venena et antidota reptilium austriacorum, Vienna Joan Thomae, p. 1-217 (texte intégral).